# Саблон-сюр-Юїн
Саблон-сюр-Юїн (фр. Sablons sur Huisne) — муніципалітет у Франції, у регіоні Нижня Нормандія, департамент Орн. Саблон-сюр-Юїн утворено 1 січня 2016 року шляхом злиття муніципалітетів Кондо, Конде-сюр-Юїн i Кулонж-ле-Саблон. Адміністративним центром муніципалітету є Конде-сюр-Юїн. Населення — 1983 особи (01.01.2021).